# Sarah Oswald
Sarah Oswald (* 1986 in Ost-Berlin als Sarah Zerdick) ist eine deutsche Journalistin, Hörfunk- und Fernsehmoderatorin.

## Leben
Oswald, die in Berlin-Friedrichshain geboren wurde, wuchs in den Bezirken Treptow und Hohenschönhausen auf. Von November 2006 bis Oktober 2008 absolvierte sie ein Volontariat beim Radiosender 94,3 rs2. Von November 2008 bis Dezember 2013 war sie als Redakteurin und Moderatorin bei 105’5 Spreeradio, von August 2011 an zudem als Redakteurin und Chefin vom Dienst für die Nachrichtenformate von RTL, für n-tv und VOX tätig.
Zum Januar 2014 wechselte sie zum Rundfunk Berlin-Brandenburg. Bis Dezember 2018 war sie zusammen mit Djamil Deininger als Moderatorin von Guten Morgen Berlin bei radioBERLIN 88,8 tätig und seitdem Tagesmoderatorin des Radiosenders. Seit September 2014 war Oswald zudem als Reporterin für das rbb Fernsehen im Einsatz. Im November 2017 wurde sie Reporterin der Abendschau und Moderatorin der Spätausgabe von rbb aktuell bzw. rbb24. Seit Februar 2019 war Oswald auch Moderatorin der Abendschau und moderierte 2020 ebenso den politischen Bürgertalk Wir müssen reden! gemeinsam mit Andreas Rausch. Für das von ihr im Rahmen der Schlesinger-Affäre des Rundfunks Berlin-Brandenburg in der rbb24 Abendschau geführte Interview mit dem damaligen Programmdirektor Jan Schulte-Kellinghaus wurde Oswald in der Kategorie Beste Leistung vor der Kamera des Bremer Fernsehpreises nominiert.
Zum Juni 2023 wechselte Oswald in die Senatsverwaltung für Wissenschaft, Gesundheit und Pflege, deren Pressesprecherin sie wurde. Bereits im Dezember 2023 verließ sie die Senatsverwaltung auf eigenen Wunsch hin wieder.
Seit März 2024 ist sie als freie Moderatorin für den Radiosender 105’5 Spreeradio tätig.

## Privates
Seit Juli 2020 ist Oswald mit dem Hörfunkmoderator Sebastian Oswald verheiratet. Sie lebt in Köpenick.